# Amaioua
Amaioua es un género con 12 especies de plantas con flores perteneciente a la familia Rubiaceae. Es originario de México y América tropical

## Descripción
Son árboles o arbustos inermes, terrestres, dioicos. Hojas opuestas o ternadas, enteras, isofilas, con domacios o sin éstos; nervadura menor no lineolada; estípulas caliptradas, cónicas, circuncísiles, caducas, a veces abriéndose por un lado, en general densamente velutinas a densamente seríceas. Inflorescencias estaminadas terminales, paucifloras a multifloras, capitadas a fasciculadas o cimosas, las brácteas reducidas. Flores estaminadas sésiles a pediceladas, fragantes, sin hipanto; limbo calicino 5-6-lobado, sin calicofilos; corola hipocraterimorfa, generalmente de color blanco a cremoso a veces tornándose amarilla con la edad, carnosa a coriácea, densamente serícea a velutina en el exterior generalmente, el tubo con frecuencia ligeramente urceolado, los lobos 5-6, convolutos, sin apéndices; estambres 5-6, las anteras dorsifijas, incluidas, a veces con el conectivo prolongado en un apéndice apical; pistilodio presente, similar al estilo y estigma pero con frecuencia más grande que estos. Inflorescencias pistiladas similares a las estaminadas. Flores pistiladas sésiles a pediceladas; limbo calicino y corola similares a las flores estaminadas; estaminodios presentes, similares a las anteras; estigma 1, fusiforme, incluido o parcialmente exerto; ovario 2-locular, los óvulos numerosos, axilares. Frutos en bayas, elipsoidales a subglobosas, carnosas, rojas o moradas tornándose negras cuando maduras, lisas, el limbo calicino caduco; semillas aplanadas a angulosas, finamente estriadas.

## Taxonomía
El género fue descrito por Jean Baptiste Christophore Fusée Aublet y publicado en Histoire des Plantes de la Guiane Françoise 2(Suppl.): 13, t. 375. 1775. La especie tipo es: Amaioua guianensis Aubl.

## Especies aceptadas
A continuación se brinda un listado de las especies del género Amaioua aceptadas hasta noviembre de 2014, ordenadas alfabéticamente. Para cada una se indica el nombre binomial seguido del autor, abreviado según las convenciones y usos.	
- Amaioua brevidentata Steyerm., Mem. New York Bot. Gard. 12(3): 216 (1965).
- Amaioua contracta Standl., Publ. Field Mus. Nat. Hist., Bot. Ser. 17: 211 (1937).
- Amaioua corymbosa Kunth in F.W.H.von Humboldt, J.A.A.Bonpland & C.S.Kunth, Nov. Gen. Sp. 3: 419 (1820).
- Amaioua guianensis Aubl., Hist. Pl. Guiane, Suppl.: 13 (1775).
- Amaioua intermedia Mart. ex Schult. & Schult.f. in J.J.Roemer & J.A.Schultes, Syst. Veg. 7: 90 (1829).
- Amaioua magnicarpa Dwyer, Ann. Missouri Bot. Gard. 67: 29 (1980).
- Amaioua monteiroi Standl., Trop. Woods 33: 14 (1933).
- Amaioua peruviana Desf., Mém. Mus. Hist. Nat. 6: 16 (1820).
- Amaioua magnicarpa Dwyer, Ann. Missouri Bot. Gard. 67: 29 (1980).
- Amaioua monteiroi Standl., Trop. Woods 33: 14 (1933).
- Amaioua pedicellata Dwyer, Ann. Missouri Bot. Gard. 67: 30 (1980).
- Amaioua pilosa K.Schum. in C.F.P.von Martius & auct. suc. (eds.), Fl. Bras. 6(6): 360 (1889).